# 1985年中華民國縣市長選舉

各縣市選舉結果：
中國國民黨
無黨籍人士
不在選舉範圍內的福建省與院轄市臺北市及高雄市

1985年中華民國縣市長選舉，即地方自治以來的第十屆縣市長選舉，與1985年中華民國省市議會議員選舉同時於1985年11月16日舉行投票，選出當時臺灣省21個縣市的行政首長。也是戒嚴時期最後一次縣市長選舉。
最後，在21位縣市長席次中，除了宜蘭縣、彰化縣、嘉義市、高雄縣等4席由無黨籍人士取得外，其餘17席皆由中國國民黨取得。本屆選舉中國國民黨的競選標語是「要一個更好的明天」，而競選主題歌曲則是傳唱至今的《明天會更好》。
本屆選舉中，出現了臺灣地方自治以來首位女性民選縣長——高雄縣縣長余陳月瑛。此外，首位女性省轄市長許世賢之女張博雅也在這次選舉中當選嘉義市市長。

## 選舉結果
各縣市之縣市長選舉當選人名單（粗體者為尋求連任者）：
| 縣／省轄市 | 當選人   | 黨籍       | 得票率  | 當選 |
| ---------- | -------- | ---------- | ------- | ---- |
| 臺北縣     | 林豐正   | 中國國民黨 | 60.48%  |      |
| 基隆市     | 張春熙   | 中國國民黨 | 53.43%  |      |
| 宜蘭縣     | 陳定南   | 無黨籍     | 69.98%  |      |
| 桃園縣     | 徐鴻志   | 中國國民黨 | 100.00% |      |
| 新竹縣     | 陳進興   | 中國國民黨 | 56.62%  |      |
| 新竹市     | 任富勇   | 中國國民黨 | 51.51%  |      |
| 苗栗縣     | 謝金汀   | 中國國民黨 | 67.13%  |      |
| 臺中縣     | 陳庚金   | 中國國民黨 | 70.19%  |      |
| 臺中市     | 張子源   | 中國國民黨 | 54.76%  |      |
| 彰化縣     | 黃石城   | 無黨籍     | 88.94%  |      |
| 南投縣     | 吳敦義   | 中國國民黨 | 100.00% |      |
| 雲林縣     | 許文志   | 中國國民黨 | 100.00% |      |
| 嘉義縣     | 何嘉榮   | 中國國民黨 | 54.47%  |      |
| 嘉義市     | 張博雅   | 無黨籍     | 61.33%  |      |
| 臺南縣     | 李雅樵   | 中國國民黨 | 36.60%  |      |
| 臺南市     | 林文雄   | 中國國民黨 | 48.44%  |      |
| 高雄縣     | 余陳月瑛 | 無黨籍     | 52.51%  |      |
| 屏東縣     | 施孟雄   | 中國國民黨 | 58.24%  |      |
| 臺東縣     | 鄭烈     | 中國國民黨 | 70.16%  |      |
| 花蓮縣     | 陳清水   | 中國國民黨 | 48.44%  |      |
| 澎湖縣     | 歐堅壯   | 中國國民黨 | 56.43%  |      |

## 各縣市選舉結果

### 臺北縣
| 號次 | 黨籍       | 姓名   | 得票    | 得票率 | 當選 |
| ---- | ---------- | ------ | ------- | ------ | ---- |
| 1    | 中國國民黨 | 林豐正 | 564,048 | 60.48% |      |
| 2    | 中國國民黨 | 陳化義 | 12,541  | 1.35%  |      |
| 3    | 無黨籍     | 鄭余鎮 | 60,550  | 6.49%  |      |
| 4    | 無黨籍     | 尤清   | 295,413 | 31.68% |      |

### 基隆市
| 號次 | 黨籍       | 姓名   | 得票   | 得票率 | 當選 |
| ---- | ---------- | ------ | ------ | ------ | ---- |
| 1    | 中國國民黨 | 張春熙 | 78,651 | 53.43% |      |
| 2    | 中國國民黨 | 柯水源 | 50,452 | 34.27% |      |
| 3    | 無黨籍     | 金國凱 | 3,175  | 2.16%  |      |
| 4    | 無黨籍     | 連君平 | 14,927 | 10.14% |      |

### 宜蘭縣
黨外陣營由時任縣長的陳定南參選連任。由於陳在擔任宜蘭縣縣長期間，全力改造公務員體系，並推動環保拒絕台塑六輕於宜蘭設廠。撤銷各部門的人二室並銷毀安全資料，以及全力整治冬山河，並在冬山河左岸建設冬山河親水公園、於宜蘭市設立宜蘭運動公園、羅東鎮設立羅東運動公園，改善生活環境。公正的施政風格，被視為創造了黨外陣營的「宜蘭經驗」與「冬山河經驗」。陳定南任內被視為做事認真又講效率，此外口才極佳、國語臺語皆流利。工程發包管理詳細，親自跑遍工地。因此實力被視為比往年只強不弱。
在國民黨方面，被視為呼聲較高者有現任省議員陳洦汾以及前蘇澳鎮長王秋郎，當中陳洦汾三年多來也努力經營、厚植財力準備更上層樓。然而在登記提名後，宜蘭縣議會議長陳進富卻指責陳洦汾在某筆數千萬元的貸款有問題，指陳歷歷。王秋郎則是以曾任二屆蘇澳鎮長、任內於六十九年（1980年）當選十大傑出青年而獲蔣經國召見，在上屆縣長選舉中就被看好，然而遭主委（1981年縣長選舉時國民黨宜蘭黨部主委是李讚成）動了手腳。心有不甘的王秋郎走上谷正綱的路線、有乾爹谷正綱支持，很早就在宜蘭市掛上服務處的招牌。唯王秋郎大本營蘇澳鎮被視為地處偏僻，在全縣知名度不夠高。其乾爹谷正綱雖然在臺北聲名顯赫，然而聲援到宜蘭顯得鞭長莫及。在陳洦汾與王秋郎互相攻擊下，黑函亂遞，搞到兩敗俱傷，最終國民黨意外的徵召曾任國中教導主任、現任宜蘭市長的林建榮角逐縣長。
當時國民黨黨部認為，陳定南雖是三星鄉大洲人，但因當選縣長後縣政府在宜蘭市，屬溪北。因此黨部提名溪北人林建榮與陳定南針鋒相對。此外為了徹底擊垮黨部眼中釘黨外省議員游錫堃，國民黨黨部不惜突破三十多年溪北、溪南各提名一席的傳統，提名兩名溪南人（楊政誠、林明正）競選同時舉行的省議員選舉，以全力夾殺溪南的游錫堃、更因騰出溪北空間引起張川田及黃煌雄大將游耀長爭奪，意圖引起黨外勢力的黃煌雄、游錫堃與陳定南矛盾、進而拖垮陳定南。最後陳定南以近七成的得票率，擊敗國民黨提名的林建榮。
| 號次 | 黨籍       | 姓名   | 得票    | 得票率 | 當選 |
| ---- | ---------- | ------ | ------- | ------ | ---- |
| 1    | 中國國民黨 | 林建榮 | 60,460  | 30.02% |      |
| 2    | 無黨籍     | 陳定南 | 140,923 | 69.98% |      |

### 桃園縣
國民黨提名現任縣長徐鴻志競選連任。
| 號次 | 黨籍       | 姓名   | 得票    | 得票率 | 當選 |
| ---- | ---------- | ------ | ------- | ------ | ---- |
| 1    | 中國國民黨 | 徐鴻志 | 413,936 | 100%   |      |

### 新竹縣
| 號次 | 黨籍       | 姓名   | 得票   | 得票率 | 當選 |
| ---- | ---------- | ------ | ------ | ------ | ---- |
| 1    | 無黨籍     | 范振宗 | 75,707 | 43.38% |      |
| 2    | 中國國民黨 | 陳進興 | 98,813 | 56.62% |      |

### 新竹市
新竹市升格省轄市後首任民選市長施性忠先是遭當局以貪汙罪判刑、停職。而於1984年6月舉行市長補選。施性忠在補選中捲土重來再度登上市長之位。卻在1985年7月遭判刑定讞。由陳正雄代理。本屆選舉中，「施家班」推出施性忠五哥施性融參加選舉，最後敗給國民黨提名的任富勇。
| 號次 | 黨籍       | 姓名   | 得票   | 得票率 | 當選 |
| ---- | ---------- | ------ | ------ | ------ | ---- |
| 1    | 中國國民黨 | 任富勇 | 72,445 | 51.51% |      |
| 2    | 無黨籍     | 施性融 | 68,199 | 48.49% |      |

### 苗栗縣
| 號次 | 黨籍       | 姓名   | 得票    | 得票率 | 當選 |
| ---- | ---------- | ------ | ------- | ------ | ---- |
| 1    | 無黨籍     | 吳明波 | 78,982  | 32.87% |      |
| 2    | 中國國民黨 | 謝金汀 | 161,306 | 67.13% |      |

### 台中縣
| 號次 | 黨籍       | 姓名   | 得票    | 得票率 | 當選 |
| ---- | ---------- | ------ | ------- | ------ | ---- |
| 1    | 無黨籍     | 陳正宗 | 64,151  | 13.20% |      |
| 2    | 無黨籍     | 詹文銓 | 80,733  | 16.61% |      |
| 3    | 中國國民黨 | 陳庚金 | 341,141 | 70.19% |      |

### 台中市
本屆國民黨提名出現張子源與爭取市長連任的林柏榕的相爭。張子源為了爭取國民黨提名，曾拜託國民黨黨工的邱家洪為其撰寫有假分析的「選情報告」。最後張子源意外翻盤擊敗林柏榕獲得國民黨提名，並在市長選舉中擊敗許榮淑當選市長。
| 號次 | 黨籍       | 姓名   | 得票    | 得票率 | 當選 |
| ---- | ---------- | ------ | ------- | ------ | ---- |
| 1    | 中國國民黨 | 洪鉦雄 | 5,297   | 1.95%  |      |
| 2    | 無黨籍     | 許榮淑 | 85,999  | 31.67% |      |
| 3    | 中國國民黨 | 張子源 | 148,701 | 54.76% |      |
| 4    | 中國青年黨 | 曾文坡 | 26,946  | 9.92%  |      |
| 5    | 無黨籍     | 黃志達 | 4,615   | 1.70%  |      |

### 彰化縣
現任縣長黃石城自第九屆彰化縣長選舉破天荒打破國民黨三十多年的縣長壟斷，國民黨當局亦亟思「收復」之道，因此派出曾爭取南投縣長提名、但以些微之差敗給吳敦義的賴吉容出任彰化縣黨部主委，賴吉容曾任中央通訊社菲律賓特派員，後出任省黨部總幹事，外放到地方黨部任主委，雖然看似「下放」，其實是當時省黨部主委宋時選的長遠計畫：一方面磨練賴的經歷，另一方面準備重整組織陣容，四年後「收復」失土。賴吉容上任後，也開始努力經營基層，與縣長黃石城形成保持風度但又彼此較勁的狀態。然而賴吉容上任不及一年，即於1983年6月在大雨天中由豐原住家開車下高速公路烏日交流道時，誤闖對面車道而與來車對撞身亡。痛失「愛將」的國民黨，對黃石城也從競爭轉為「懷柔」政策。
被視為主導對黃石城「懷柔」政策的是當時省主席李登輝與省黨部主委宋時選，居中聯絡者則是報備競選而當選的省議員洪性榮。李登輝甚為欣賞黃石城的踏實苦幹作風，所以在施政上，省政府對彰化縣相當配合。黃石城在縣政上以公務為重，也呈現與國民黨親近的路線。國民黨當局未將其視為強硬的黨外悍將，認為他是「溫和派」社會人士。因此國民黨一度欲循「蘇南成模式」將黃石城納入其陣容，然而此「城」非彼「成」，黃石城不為所動。國民黨在橫送秋波未獲接受下，態度轉向強硬。尤其當鷹派的關中出任省黨部主委後，展現堅持非提名人選把黃石城拉下不可。國民黨首先看中財大氣粗的「白派」首腦、現任省議員柯明謀，柯明謀也積極準備；然而另方面「紅派」的現任省議員施金協也互不相讓，與柯明謀產生相爭。其餘國民黨黨籍省議員見態勢陷入僵局，紛紛表態爭取縣長提名，如洪性榮、王顯明、施松輝等，出現所有男性省議員爭取縣長提名的混亂局面。
在柯明謀與施金協兩大派系相爭不下之時，原本最先被看好的柯明謀突然抽身而退，不但未參加縣長提名登記，連省議員登記也放棄；施金協雖登記縣長提名，也參加基層反映評鑑，但在最後關頭也告放棄，到日本「閒散」。隨後屬於「紅派」但派系色彩較淡的洪性榮一度行情看漲，洪性榮也被視為與後來就任副總統的李登輝、以及省主席邱創煥關係密切，更有「白派」首腦柯明謀不排斥為他助選。唯最後在李登輝於黨中央的提倡下，傾向禮讓黃石城以換取圓滑的黨政關係、以及洪性榮挑戰黃石城財力堪虞，兩大派系裂痕待修補，可能導致影響洪性榮政治前途等考量下，決定寧可再等四年。黃石城在本屆選舉中最終獲得國民黨禮讓，並未派出黨員競選。只有無黨籍的縣議員白瑞珍出馬與黃石城一決雌雄。最後黃石城獲得壓倒性勝利。
| 號次 | 黨籍   | 姓名   | 得票    | 得票率 | 當選 |
| ---- | ------ | ------ | ------- | ------ | ---- |
| 1    | 無黨籍 | 黃石城 | 460,381 | 88.94% |      |
| 2    | 無黨籍 | 白瑞珍 | 57,273  | 11.06% |      |

### 南投縣
| 號次 | 黨籍       | 姓名   | 得票    | 得票率 | 當選 |
| ---- | ---------- | ------ | ------- | ------ | ---- |
| 1    | 中國國民黨 | 吳敦義 | 220,468 | 100%   |      |

### 雲林縣
國民黨提名現任縣長許文志競選連任。此外一度傳出自由日報總經理黃德淵欲與許文志一較長短。唯最終仍為許文志一人競選。
| 號次 | 黨籍       | 姓名   | 得票    | 得票率 | 當選 |
| ---- | ---------- | ------ | ------- | ------ | ---- |
| 1    | 中國國民黨 | 許文志 | 293,465 | 100%   |      |

### 嘉義縣
中國國民黨提名黃派支持的何嘉榮順利擊敗代表黨外的侯海熊。
| 號次 | 黨籍       | 姓名   | 得票    | 得票率 | 當選 |
| ---- | ---------- | ------ | ------- | ------ | ---- |
| 1    | 中國國民黨 | 何嘉榮 | 121,464 | 54.47% |      |
| 2    | 無黨籍     | 侯海熊 | 109,902 | 45.53% |      |

### 嘉義市
嘉義市在1982年升格為省轄市，市長許世賢順理成章成為首任市長，在1983年逝世後。其女兒張博雅在1983年選舉中，以「完成母親遺志」為號召，高票打敗對手當選。在市政上，張博雅憑藉其行政能力、加上她母親許世賢經營三十年的基礎，也為自己樹立特有形象及勢力。張博雅在縣市分產及合署辦公經費的分擔上，為了嘉義市的尊嚴與利益，表達強硬立場。導致省政府收回「變產置產」遷建縣治的成命，而合署經費分擔也改採屬地原則，使嘉義市政府每年節省一千多萬的分擔。並且陸續展開東市場、中正公園、中興路等許世賢未完成的工程。嘉義市民對許世賢的懷念以及張博雅任內優異的表現被視為讓張博雅如虎添翼。
在本屆選舉中，國民黨高層一開始打算順水推舟作個人情，在嘉義市開放競選。然而挾著「七喜」餘威的關中卻不甘示弱，力主作戰到底，在黨內市長提名登記之初，即協調莊承龍退出登記。推出臺北市工務局建管處代局長蔡定芳出馬一博。關中認為此仗是為下次戰役準備，輸了雖敗猶榮，僥倖贏了大功一件，至少可在選戰中測出張博雅本人的真正實力。而就蔡定芳而言，他之所以能位居臺北市建管處代局長，全賴他個人與市長楊金欉的情誼。在許水德接替楊金欉後，蔡氏的職位可能無法久保，與其被請下台，不如「因公」辭職。為國民黨出征，沒有公勞也有苦勞，除了為個人打知名度外，將來「黨國」也有所安排。所以雖然有人認為他「以卵擊石」，蔡定芳仍決意一戰。
然而蔡定芳在臺北建管處時期被視為因年少得志而待人不夠謙虛、與人相處不融洽，導致同仁離職在外執業建築師。甚至當蔡氏宣布競選嘉義市長，同仁就有放出風聲欲南下參選，只為打擊他而不求勝利。可見蔡氏為人確有缺憾。本屆選舉中蔡定芳獲得國民黨的強力奧援，在關中「還我河山」的決心下，國民黨省黨部動員大量財力、人力，將嘉義市視為「超級戰區」。時任市黨部主委劉深助從二、三月起，便利用「自強活動」的名目展開旅遊攻勢。蔡定芳也獲得部份大企業、建築師界的支持，更傳出臺北有幾百戶南遷至嘉義市，顯現關中的鬥性。唯最終張博雅仍以六成得票擊敗蔡定芳，連任成功。
| 號次 | 黨籍       | 姓名   | 得票   | 得票率 | 當選 |
| ---- | ---------- | ------ | ------ | ------ | ---- |
| 1    | 中國國民黨 | 蔡定芳 | 44,099 | 38.67% |      |
| 2    | 無黨籍     | 張博雅 | 69,936 | 61.33% |      |

### 臺南縣
國民黨在提名之際，出現了「北門派」（海派）及胡龍寶派（山派）的激烈競爭。當時「海派」參與競爭提名者有曾任彰化縣黨部主委、現任高雄市建設局長黃正雄、監委謝崑山、立委洪玉欽及臺南縣府主任秘書黃俊雄等人。當中以黃正雄備受矚目，黃正雄交友廣闊，其弟黃正安能以無黨籍連任二屆立委全丈其居中應策。「北門派」要角甚至合立了一份「覺書」交給國民黨中常委、現任省議會議長高育仁轉呈決策人士，表示在國民黨反映階段，他們獲得百分之七十的黨員支持，如果上級提名一人，其他三人將全力支持。至於「山派」則有第三、四屆縣長胡龍寶之子胡雅雄爭取提名，胡雅雄獲得「山派」大將監委張文獻及立委郭俊次支持，實力不容小看。最後國民黨在高育仁等人努力下選擇開放競選。然而胡雅雄被視為財大氣粗，開放競選也被視為對胡雅雄有利，因此引起「海派」不滿。「海派」在連連密商下，推出曾任省議員及自立晚報社的李雅樵出馬角逐與胡雅雄一決雌雄。
李雅樵在臺南縣被視為有一定基礎，在上次縣長選舉時即曾與現任縣長楊寶發爭取黨內提名。然而由於李雅樵本身事業搖搖欲墜，有所顧忌。最後被國民黨部協調退出。也引起支持者對他的不諒解，國民黨部給他掛了省府委員的頭銜。臺南地方父老則認為李雅樵遭國民黨收買，使李雅樵有苦難言。後來李雅樵生意失敗，支票跳票，省府委員的名義也被取消。本次國民黨得知李雅樵再度出馬，趕緊又送給他一個以前要交給他卻拿回去的行政院顧問。然而再三被國民黨玩弄的李雅樵，已不願接受了。本屆被視為是李雅樵最後一次機會，由於國民黨開放競選，使李雅樵不需違紀參選。並且獲得海派大老吳三連、黃正雄及「高派」的高育仁支持。在國民黨開放競選後第二天，兩百多位臺南鄉親即趕到臺北，在午餐會上表達熱烈支持李雅樵，顯現他的地方實力。中央曾請人設法疏導李雅樵，要他退出。被視為黨部重點支持胡雅雄。
黨外陣營方面，被視為有可能投入縣長選戰者有政治明星的臺北市議員陳水扁及湯金全。然而陳水扁由於涉及《蓬萊島雜誌》案，一開始傾向不參選；此外如果李雅樵脫黨參選也被視為能與參選省議員的謝三升互相搭檔，橫掃臺南縣。以黨外的支持可使李雅樵篤定當選。然而李雅樵黨性游移不定，使黨外對他缺乏信心，最終陳水扁在黨外人士討論官司後決定參選。而國民黨選擇不提名，准許參與提名登記的胡雅雄得自行參選，並特許未參與提名登記的李雅樵加入戰局。
在選戰過程中，陳水扁在11月公辦政見會中，被支持者以擔架抬上台，陳氏宣稱遭到國民黨特務下毒。在蔡四結以傳單宣傳陳水扁有曾二度加入國民黨，隨即國民黨縣黨部主委張晉相立刻證實，引起外界對蔡四結立場與動機產生質疑。最終陳水扁獲得15萬票。此次雖然黨外陣營敗選，但也為黨外勢力在南縣建立起基礎，而國民黨陣營則因山海派的對抗，造成日後山派的式微。
選後陳水扁陣營在關廟鄉時謝票時遇到車禍，造成夫人吳淑珍遭撞重傷，終生殘疾。
| 號次 | 黨籍       | 姓名   | 得票    | 得票率 | 當選 |
| ---- | ---------- | ------ | ------- | ------ | ---- |
| 1    | 無黨籍     | 蔡四結 | 10,017  | 2.11%  |      |
| 2    | 中國國民黨 | 李雅樵 | 173,743 | 36.60% |      |
| 3    | 中國國民黨 | 胡雅雄 | 133,452 | 28.11% |      |
| 4    | 無黨籍     | 陳水扁 | 157,513 | 33.18% |      |

### 臺南市
蘇南成在上屆市長選舉成功連任，成為臺南市首位成功連任的市長。在本屆任期未滿前即轉任高雄市長，由陳癸淼代理。而蘇南成的機要秘書、現任國大代表陳森茂則打算以無黨籍身分參選本屆市長選舉。國民黨則提名了省議員林文雄參選，此外亦有曾參選上屆市長選舉的林三和投入選舉。唯選舉時陳森茂未受到高雄市長蘇南成的支持，反而受到蘇氏的攻擊。最後陳森茂敗給林文雄。
| 號次 | 黨籍       | 姓名   | 得票    | 得票率 | 當選 |
| ---- | ---------- | ------ | ------- | ------ | ---- |
| 1    | 中國國民黨 | 林文雄 | 130,294 | 48.44% |      |
| 2    | 無黨籍     | 陳森茂 | 114,476 | 42.56% |      |
| 3    | 無黨籍     | 林三和 | 24,200  | 9.00%  |      |

### 高雄縣
高雄縣在1981年的縣長選舉中，黨外陣營由前縣長余登發的媳婦余陳月瑛對上國民黨的蔡明耀，最後由蔡明耀當選。因此本屆為兩人的再度對決。
國民黨將高雄縣視為「一級戰區」，派出中央黨部組織工作會副主任蔡鍾雄到高雄縣黨部應戰。並且為了「白派」的戰略，國民黨放棄與蔡家較不親密的白派省議員林再生，改提名蔡明耀的表哥、現任鳳山市長陳景星作為搭配競選。在黨外陣營方面，余陳月瑛則面對同為「黑派」大將蘇秋鎮回到高雄縣參加縣長選舉。而「紅派」的立法委員黃河清則在立法院表示「這次選舉不可能幕後支持黑派」。此外「紅派」的省議員陳義秋也受到安撫，內定為農田水利會長。在同時舉行的省議員選舉中，國民黨在高雄縣應選五席提名四席，雖被視為是對余家班余玲雅實力的忌憚，然而實際上國民黨提名的四席中，有一位是女性縣議員洪周金女。顯示出國民黨欲藉此牽制余玲雅的票源，並防範出現另一位男性黨外候選人的當選。因此余陳月瑛要在紅、白夾殺下當選，被視為要比上屆選舉更加打拼。
現任縣長蔡明耀在四年內雖有被批為愛出風頭、處事缺乏經驗、不容異己的批評。不過蔡明耀以現任縣長之便，以各種基層經費收攬縣內民心。1984年10月，蔡明耀更一口氣在他的地盤鳳山市興建六座體育場所；1985年7月縣府文宣刊物《今日高雄》則報導他任內鋪橋造路、完成九百六十四項工程建設，在地方上有正面宣傳效果。然而蔡明耀的愛出風頭也在選舉時成為受詬病之處，由以在1984年高雄縣主辦的台灣區運動會開幕式中爆發出主辦運動會，又非以運動員身份跑來點燃聖火的行為，引起全國嘩然。由於該屆區運會聖火的又是宣傳比照洛杉磯奧運規模，在傳遞聖火時主辦單位一再保密點燃聖火者。而蔡明耀只是身為用政府公帑來辦區運的公務員卻點燃聖火，前後登場三次為自己宣傳，此舉在本屆選舉中成為焦點。而蔡明耀在選舉中更因「投給有鳥的人」的失言，被視為針對女性候選人的余陳月瑛，更成為致命傷。
最後余陳月瑛成功擊敗了爭取連任的蔡明耀當選縣長，成為高雄縣首位女性縣長。更開啟了高雄縣到2010年縣市合併黨外至民進黨一脈相傳的「綠色執政」。
| 號次 | 黨籍       | 姓名     | 得票    | 得票率 | 當選 |
| ---- | ---------- | -------- | ------- | ------ | ---- |
| 1    | 無黨籍     | 余陳月瑛 | 253,223 | 52.21% |      |
| 2    | 無黨籍     | 李崑龍   | 6,549   | 1.35%  |      |
| 3    | 中國國民黨 | 蔡明耀   | 225,234 | 46.44% |      |

### 屏東縣
在上屆選舉中，黨外的邱連輝與競選省議員的蘇貞昌聯合競選，造成屏東有史以來未有的黨外風潮。當時首次出馬的蘇貞昌更以「邱連輝旋風」，獲得大量客家票高票當選。
本屆選舉中，國民黨為了拉下邱連輝及蘇貞昌。在縣長方面提名了「張派」的施孟雄，省議員五席中提名了「林派」三人作為派系平衡。並強迫想選縣長的董蓉芳選省議員，一方面借重他在票源最多的屏東市區的基層實力，在縣長支援施孟雄，以牽制邱連輝，並防範蘇貞昌。此外更提名林邊永興海產的林國龍，借助他的雄厚財力。
| 號次 | 黨籍       | 姓名   | 得票    | 得票率 | 當選 |
| ---- | ---------- | ------ | ------- | ------ | ---- |
| 1    | 無黨籍     | 邱連輝 | 168,881 | 41.76% |      |
| 2    | 中國國民黨 | 施孟雄 | 235,501 | 58.24% |      |

### 台東縣
| 號次 | 黨籍       | 姓名   | 得票   | 得票率 | 當選 |
| ---- | ---------- | ------ | ------ | ------ | ---- |
| 1    | 中國國民黨 | 蔡仲和 | 29,477 | 29.84% |      |
| 2    | 中國國民黨 | 鄭烈   | 69,310 | 70.16% |      |

### 花蓮縣
| 號次 | 黨籍       | 姓名   | 得票   | 得票率 | 當選 |
| ---- | ---------- | ------ | ------ | ------ | ---- |
| 1    | 中國國民黨 | 劉家水 | 9,292  | 6.66%  |      |
| 2    | 中國國民黨 | 朱昭直 | 2,162  | 1.5%   |      |
| 3    | 中國國民黨 | 陳清水 | 67,542 | 48.44% |      |
| 4    | 中國國民黨 | 王慶豐 | 57,999 | 41.60% |      |
| 5    | 中國國民黨 | 孫武彥 | 2,431  | 1.75%  |      |

### 澎湖縣
| 號次 | 黨籍       | 姓名   | 得票   | 得票率 | 當選 |
| ---- | ---------- | ------ | ------ | ------ | ---- |
| 1    | 中國國民黨 | 歐堅壯 | 24,150 | 56.43% |      |
| 2    | 中國國民黨 | 許素葉 | 18,647 | 43.57% |      |